# جيفري تينسلي
جيفري تينسلي (بالإنجليزية: Jeffrey Tinsley)‏ هو مهندس أمريكي، ولد في 28 نوفمبر 1973م في كاليفورنيا في الولايات المتحدة.